# Robert F. Woodward

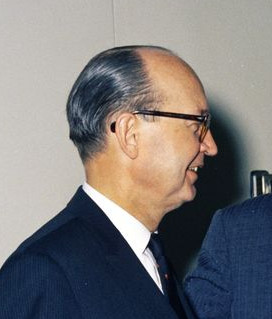
Robert Forbes Woodward (1961)

Robert Forbes Woodward (* 1. Oktober 1908 in Minneapolis, Minnesota; † 18. Mai 2001 in Washington, D.C.) war ein US-amerikanischer Diplomat, der unter anderem mehrmals Botschafter sowie zwischen 1961 und 1962 Assistant Secretary of State for Inter-American Affairs im US-Außenministerium war.

## Leben

### Studium und Eintritt in den Diplomatischen Dienst
Robert Forbes Woodward, Sohn von Charles Emerson Woodward und dessen Ehefrau Ella Robertson Woodward, absolvierte nach dem Schulbesuch ein grundständiges Studium an der University of Minnesota, das er 1930 mit einem Bachelor of Arts (B.A.) beendete. Danach trat er 1931 als Foreign Service Officer in den Dienst des US-Außenministeriums und war zu Beginn zwischen 1932 und 1933 Vizekonsul in Winnipeg. Anschließend besuchte er 1933 die Ausbildungsstätte des Außenministeriums (Foreign Service Training School) und fungierte daraufhin zwischen 1933 und 1936 als Vizekonsul in Buenos Aires sowie 1935 zeitweise als Vizekonsul in Asunción. Nachdem er von 1936 bis 1937 Dritter Sekretär und Vizekonsul an der Botschaft in Kolumbien war, fand er zwischen 1937 und 1938 als Vizekonsul in Rio de Janeiro sowie von 1938 bis 1942 als Hilfsreferent im Referat für Lateinamerika im Außenministerium. Während dieser Zeit absolvierte er 1941 ein postgraduales Studium an der George Washington University und war danach zwischen 1942 und 1944 Zweiter Sekretär und Konsul an der Botschaft in Bolivien.
Anschließend war Woodward 1944 abermals Hilfsreferent im Referat für Lateinamerika im Außenministerium sowie von 1944 bis 1946 Zweiter Sekretär an der Botschaft in Guatemala, ehe er zwischen 1946 und 1947 Botschaftsrat an der Botschaft in Kuba war. Er fungierte von 1947 bis 1949 als stellvertretender Leiter des Referats für Interamerikanische Angelegenheiten im Außenministerium und wurde zwischen 1949 und 1950 zum Naval War College (NWC) in Newport abgeordnet. Daraufhin fand er von 1950 bis 1952 Verwendung als Botschaftsrat an der Botschaft in Schweden sowie zwischen 1952 und 1953 als Leiter des Referats für Personalangelegenheiten des Auswärtigen Dienstes, ehe er von 1953 bis 1954 stellvertretender Leiter der Unterabteilung Interamerikanische Angelegenheiten (Deputy Assistant Secretary of State for Inter-American Affairs) war.

### Botschaft undAssistant Secretary of State
Am 24. September 1954 wurde Robert F. Woodward zum Botschafter der Vereinigten Staaten in Costa Rica ernannt und übergab dort am 3. Dezember 1954 als Nachfolger von Robert C. Hill sein Akkreditierungsschreiben. Er verblieb auf diesem Posten bis zum 15. März 1958, woraufhin Whiting Willauer seine dortige Nachfolge antrat. Im Anschluss wurde er selbst wiederum am 26. März 1958 zum Botschafter in Uruguay ernannt, wo er am 21. April 1958 als Nachfolger von Jefferson Patterson sein Beglaubigungsschreiben übergab. Er hatte dieses Amt bis zum 29. März 1961 inne und wurde anschließend von Edward J. Sparks abgelöst. Danach wurde er am 18. April 1961 zum Botschafter in Chile ernannt und überreichte am 5. Mai 1961 seine Akkreditierung als Nachfolger von Walter Howe. Diesen Posten behielt er bis zum 6. Juli 1961, woraufhin Charles W. Cole seine dortige Nachfolge antrat. Während dieser Zeit war er Vorsitzender der US-amerikanischen Delegation bei der Lateinamerikanischen Wirtschaftsdelegation in Santiago de Chile.
Am 17. Juli 1961 wurde Robert F. Woodward als Nachfolger von Thomas C. Mann Leiter der Unterabteilung Interamerikanische Angelegenheiten (Assistant Secretary of State for Inter-American Affairs) im US-Außenministerium. Er bekleidete dieses Amt bis zum 17. März 1962, ehe Edwin M. Martin am 18. Mai 1962 diese Aufgabe übernahm. 1962 verlieh ihm die University of the Pacific einen Ehrendoktor der Rechte. Zuletzt wurde er am 7. April 1962 zum Botschafter der Vereinigten Staaten in Spanien ernannt und übergab als Nachfolger von Anthony Joseph Drexel Biddle sein Akkreditierungsschreiben. Er verblieb auf diesem Posten bis zum 1. Februar 1965 und wurde dann von Angier Biddle Duke abgelöst. Danach war er zwischen 1965 und 1967 Berater des Sonderunterhändlers für die Verhandlungen mit Panama zu den Verträgen zum Panamakanal und 1967 kommissarischer Leiter des Referats für Seevölkerrecht und Freiheit der Hohen See im Außenministerium.

### Funktionen im Ruhestand sowie Ehe und Familie
Nach seinem Ausscheiden aus dem diplomatischen Dienst 1968 blieb Woodward Berater des Außenministeriums sowie seit 1969 der RAND Corporation. 1970 fungierte er als kommissarischer Provost des Elbert Covell College, der Fakultät für die spanische Sprache an der University of the Pacific, und leitete 1971 für die RAND Corporation eine Studie über den Panamakanal für das Heeresministerium (US Department of the Army). 1972 wurde er ferner Berater der gemeinnützigen Austauschorganisation Youth For Understanding (YFU) und verfasste des Weiteren 1972 eine Studie über den Nutzen der UNESCO für das Außenministerium. Er war darüber hinaus zwischen 1972 und 1976 Mitglied der Interamerikanischen Kommission für Menschenrechte (IAKMR) und während dieser Zeit von 1974 bis 1975 auch Koordinator des US-Chefdelegierten in der Arbeitsgruppe mit lateinamerikanischen und karibischen Regierungen über transnationale Unternehmen.
Robert F. Woodward war vom 20. Februar 1943 bis zu deren Tode im Januar 1990 mit Virginia Parker Cooke verheiratet. Aus dieser Ehe gingen eine Tochter und ein Sohn hervor.